# GSC2411-1785
GSC2411-1785 — хімічно пекулярна зоря спектрального класу B8, що має видиму зоряну величину в смузі V приблизно  0,0.